# Bactericera bohemica
Bactericera bohemica är en insektsart som först beskrevs av Sulc 1913.  Bactericera bohemica ingår i släktet Bactericera och familjen spetsbladloppor. Arten är reproducerande i Sverige. Inga underarter finns listade i Catalogue of Life.